# Premio pianistico internazionale Sigismund Thalberg

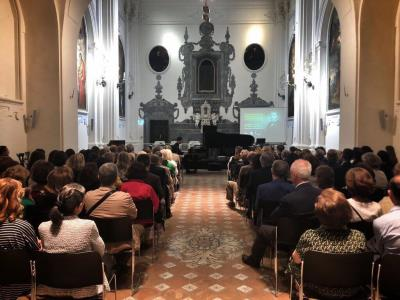
Sala degli Angeli dell'Università degli Studi Suor Orsola Benincasa

Il Premio Pianistico Internazionale Sigismund Thalberg è un concorso a cadenza biennale - senza limiti d'età - aperto ai pianisti di tutto il mondo che si svolge a Napoli.

## Storia
Il Premio è stato fondato a Napoli nel 1998 da Francesco Nicolosi, pianista che ha dedicato gran parte della sua attività alla rivalutazione della musica e della figura di Sigismund Thalberg e dalla Principessa di Strongoli donna Francesca Ferrara Pignatelli. Fin dalla sua nascita il Premio è stato ospitato dall'Università degli Studi Suor Orsola Benincasa di Napoli 
Oltre che a valorizzare i giovani e meno giovani talenti pianistici internazionali, il Premio è nato per promuovere lo studio delle composizioni di questo grande pianista austriaco nato nel 1812 grande rivale di Franz Liszt.

## Albo d'oro dei vincitori
- 1998 - Primo premio non assegnato
- 2000 - Primo premio non assegnato
- 2002 - Elisabetta Mangiullo
- 2004 - Viktorija Yermolyeva
- 2006 - Sofya Gulyak
- 2008 - Primo premio non assegnato (Miya Kazaoka e Alexander Yakovlev secondo premio ex aequo)
- 2010 - Primo premio non assegnato, Andrey Stukalov secondo premio
- 2012 - Dmitri Levkovich
- 2014 - Primo premio non assegnato, Laura Cozzolino secondo premio
- 2016 - Eugeny Starodubtsev
- 2018 - Giovanni Bertolazzi
- 2021 - Primo premio ex aequo Viktoria Baskakova - Russia; Kyung Wha Chu - Corea del Sud